# Ермак, Олег Васильевич
Олег Васильевич Ермак (укр. Олег Васильович Єрмак; род. 9 марта 1986, Ахтырка, Сумская область) — украинский футболист, полузащитник

## Биография

### Клубная карьера
Его отец, Василий Ермак, в прошлом футболист, а ныне футбольный тренер. Воспитанник ахтырского футбола. В 2002 году попал в донецкий «Шахтёр». В основном играл за «Шахтёр-3» и «Шахтёр-2».
Зимой 2007 года отправился в аренду в киевский «Арсенал», хотя мог оказаться в одесском «Черноморце». В Высшей лиге дебютировал 11 марта 2007 года в матче против симферопольской «Таврии» (0:1). Летом 2007 года перешёл на правах аренды в новотроицкую «Носту». В команде провёл 15 матчей и забил 2 гола. После вернулся в «Шахтёр» и полгода лечился от травмы колена. Сезон 2008/09 провёл в аренде в луганской «Заре».
В октябре 2009 года перешёл в «Крымтеплицу».
В конце июля 2014 года подписал контракт с вице-чемпионом Молдавии клубом Национальной дивизии «Тирасполь».

### Карьера в сборной
Выступал за юношеские сборные Украины до 17 и до 19 лет.

## Достижения
- Победитель Первой лиги Украины: 2010/11
- Победитель Второй лиги Украины: 2015/16
- Финалист Кубок Молдавии: 2016/17